# 엉겅퀴를 쥐고 있는 예술가의 초상
엉겅퀴를 들고 있는 예술가의 초상(프랑스어: Portrait de l'artiste tenant un chardon)은 중세 독일의 화가 알브레히트 뒤러가 양피지에 그려 캔버스에 붙인 1493년 유화 작품이다. 뒤러가 그린 최초의 자화상이며, 북유럽 화가의 작품 가운데서도 가장 오래된 자화상으로 확인되고 있다. 1922년 프랑스 파리의 루브르 박물관이 구입하여 현재까지 소장되어 있다.
작품 속 뒤러는 복잡한 심경과 함께 우울하고 내성적이고 진지한 표정으로 관객을 바라보고 있다. 15세기 독일에서는 엉겅퀴가 부부간의 신의를 상징하는 식물이었다.

## 역사
1493년 22세의 뒤러는 스트라스부르를 방문하였다. 그곳에서 미카엘 볼게무트 (Michael Wolgemut)의 견습생으로 있다가 직인이 되어 스트라스부르를 떠났으며, 1494년 7월 7일 아그네스 프레이와 결혼하였다.
작품의 제작연대를 감안하면 이 작품은 아그네스 프레이와 결혼하기 직전에 그려진 '약혼 초상화' (Brautporträt)였던 것으로 보인다. 뒤러가 손에 쥐고 있는 '엉겅퀴' 역시 그것을 뒷받침하고 있는데, 이 식물은 사실 엉겅퀴가 아닌 에린지움 (Eryngium amethystinum)이란 식물이며 약재로 쓰이거나 최음제의 대용으로 여겨지기도 한다. 독일어 이름은 '마네스트로이' (Mannestreue)라 부르는데 이는 곧 '부부의 신의'를 뜻한다. 에린지움은 종교적 의미를 지니기도 하는데 뒤러의 그림 《애통하는 자 그리스도》 (1493년~1494년)의 황금바탕에도 에린지움이 그려져 있다.
뒤러는 작품 내에서 철학적 의문을 품으려는 성격을 보이곤 했다. 그림 속에서도, 초상에서도 자신의 얼굴을 분석하는 경우가 많았으며, 때로는 이상화하기도 하고 때로는 있는 그대로 두기도 하였다. 그림 상단의 연도 옆에는 본 작품의 철학적, 기독교적 의도를 드러내는 문구가 다음과 같이 적혀 있다.
 Myj sach die gat
Als es oben schtat.
   나의 문제는 저 하늘의 분들께 맡긴 수순을 따르리라.
뒤러에게 있어 결혼은 자신의 운명을 부분적으로나마 결정한 사건이었고, 신랑으로서 앞으로의 삶을 하나님의 손에 맡겼던 것이었다.
1805년 독일 철학자 괴테는 라이프치히 박물관에서 이 초상화의 사본을 보고 "헤아릴 수 없을 만큼 가치가 있다"고 평했다. 로렌스 고잉 (Lawrence Gowing)은 이 작품이 "뒤러의 모든 작품 가운데서도 프랑스풍이 가장 두드러진다"면서도, "다른 어떤 그림보다 촉감이 더 자유롭고 색상도 다채롭다"고 평가했다.

## 같이 보기
- 자화상
- 알브레히트 뒤러의 작품 목록

## 관련 문헌
- Bailey, Martin. Dürer. London: Phaidon Press, 1995. ISBN 0-7148-3334-7
- Bartrum, Giulia. Albrecht Dürer and his Legacy. British Museum Press, 2002. ISBN 0-7141-2633-0
- Campbell Hutchison, Jane. Albrecht Dürer: A Biography. Princeton University Press, 1990. ISBN 0-691-00297-5
- Eser, Thomas. "Dürers Selbstbildnisse als 'Probstücke'. Eine pragmatische Deutung". In: Menschenbilder. Beiträge zur Altdeutschen Kunst, ed. by Andreas Tacke and Stefan Heinz, Petersberg 2011, p. 159–176
- Panofsky, Erwin. "The Life and Art of Albrecht Dürer", Princeton, 1945. ISBN 0-691-00303-3
- Schauerte, Thomas. "Dürer. Das ferne Genie. Eine Biografie". Stuttgart: Reclam, 2012.
- Schmidt, Sebastian: "„dan sӳ machten dy vürtrefflichen künstner reich“. Zur ursprünglichen Bestimmung von Albrecht Dürers Selbstbildnis im Pelzrock". In: Anzeiger des Germanischen Nationalmuseums 2010, p. 65–82.